# Ron Coe
Ron Coe (* 29. Januar 1933 in Barnsley; † 5. März 1988 ebenda) war ein britischer Radrennfahrer.
Ron Coe war von 1957 bis 1966 Berufssportler. In diesen Jahren gewann er zahlreiche Rennen in Großbritannien; im Ausland startete er kaum. Seine größten Erfolge waren drei britische Meistertitel im Straßenrennen in Folge, von 1957 bis 1959. 1957 wurde er zudem britischer Meister der Unabhängigen. 1957 bis 1959 gewann er den Lincoln Grand Prix. 1959 siegte er im Eintagesrennen Archer Grand Prix. Auf der Bahn wurde er 1959 Vizemeister in der Einerverfolgung. 